# ای‌تی‌پاز حمل‌کننده بتا-گلوکان
ای‌تی‌پاز حمل‌کننده بتا-گلوکان (انگلیسی: Beta-glucan-transporting ATPase) یک آنزیم از خانوادهٔ هیدرولازها است که سبب فروکافت واکنش شیمیایی زیر می‌شود:
ATP + H2O + beta-glucanin {\displaystyle \rightleftharpoons } ADP + phosphate + beta-glucanout
۳ سوبسترای این آنزیم، آدنوزین تری‌فسفات، آب و بتا-گلوکان است و سه فراورده آن نیز عبارتند از: آدنوزین دی‌فسفات، فسفات و بتا-گلوکان.